# Селсиньо
Се́лсо Луи́с Онора́то Жу́ниор (порт. Celso Luiz Honorato Júnior; 25 августа 1988, Американа, штат Сан-Паулу), более известен под именем Селси́ньо (порт. Celsinho) — бразильский футболист, полузащитник клуба «Лондрина». Выступал за юниорскую (до 17 лет) сборную Бразилии.

## Карьера

### Клубная
Начал заниматься футболом в возрасте 7-ми лет. Затем он, в возрасте 15-ти лет, перешёл в клуб «Португеза Деспортос», где с 2006 года стал играть в основном составе. Его дебютной игрой стал матч с «Гуаратингетой», за которую Селсиньо болел в детстве, где он заработал и реализовал пенальти, который принёс победу его команде 3:2. Всего за клуб он сыграл более 50-ти матчей.
В возрасте 16-ти лет он переехал в Россию, где стал выступать за московский «Локомотив», заплативший за трансфер бразильца 5 млн евро. Из-за того, что бразилец был несовершеннолетним, «Локомотив» был вынужден устроить работать в клуб его мать, также вместе с ней в Россию переехал брат Селсиньо и его девушка, Каролина. Заработная плата футболиста составила 500 тыс. долларов, что в 50 раз больше, чем его доход в предыдущей команде. Его дебютной игрой стал матч с московским «Спартаком» в котором Локо проиграл 1:2. Несмотря на то, что на тренировках полузащитник был лучшим в составе «Локо», в официальных матчах он не смог показывать такого же уровня игры, к тому же хавбека беспокоили травмы, надрыв задней поверхности бедра и паховые кольца, на которых была сделана операция. В результате Селсиньо сыграл только 6 матчей за «Локомотив» и забил лишь 1 гол, который принёс «Локомотиву» победу над «Ростовом».
19 августа 2007 года Селсиньо перешёл на правах аренды в лиссабонский «Спортинг», подписав 3-летнее арендное соглашение с правом выкупа игрока за 3,5 млн евро. За «Спортинг» Селсиньо провёл 7 игр. Затем Селсиньо был арендован клубом «Эштрела» (Амадора), где сыграл 12 матчей, забил 1 гол и сделал 1 голевую передачу. Период выступлений Селсиньо в Португалии был характеризован частыми посещениями ночных клубов.
В 2009 году Селсиньо попытался устроиться в «Ботафого», однако медицинский тест показал недостаточную физическую готовность игрока. Затем хавбек проходил просмотр в «Сантосе», но также не устроил клуб. Потом проходил просмотр в клубе «Оэсте». Затем попробовал устроиться в «Наутико Ресифи», но из-за плохой формы игрока контракт с ним не был подписан. В январе 2010 года Селсиньо вернулся в «Португезу», чему был очень рад:

«Я рад сюда вернуться. У меня остались хорошие воспоминания о клубе. Надеюсь, снова настанут хорошие времена, и мы сможем порадовать наших болельщиков. Любой игрок, носящий футболку „Португезы“, думает только о победе, и я не исключение. Я сделаю всё возможное, чтобы помочь клубу».

### В сборной
До 17 лет выступал за сборную, с которой завоевал серебряные медали на юношеском чемпионате мира в 2005 году.